# Timidin-trifosfat
Timidin trifosfat, TTP, dTTP, je nukleotidni prekurzor DNK sinteze. On je jedan od pet nukleozid trifosfata koji se koriste u in vivo DNK sintezi. TTP sadrži pentozni šećer dezoksiribozu u kome je OH grupa na 2' ugljeniku redukovan do vodonika.
TTP mogu da koriste ligaze u kreiranju preklapajućih "lepljivih krajeva", tako da bi krajevi otvorenog mikrobnog plazmida mogli da se zatvore.

## Literatura
- Кораћевић, Даринка; Бјелаковић, Гордана; Ђорђевић, Видосава. Биохемија. савремена администрација.  86-387-0622-7.

## Spoljašnje veze
- Thymidine+triphosphate на 